# Pheneturide
Pheneturide (INN, BAN) (tên thương hiệu Benuride, Deturid, Pheneturid, Septotence, Trinuride),  hay còn gọi là phenylethylacetylurea (hoặc ethylphenacemide), là một thuốc chống co giật của lớp ureide. Về mặt khái niệm, nó có thể được hình thành trong cơ thể dưới dạng sản phẩm thoái hóa chuyển hóa từ phenobarbital. Nó được coi là lỗi thời, và bây giờ hiếm khi được sử dụng. Nó được bán ở châu Âu, bao gồm cả Ba Lan, Tây Ban Nha và Vương quốc Anh. Pheneturide có hồ sơ tương tự về hoạt tính chống co giật và độc tính so với phenacemide, nhưng ít độc hơn so với, mặc dù vẫn là một loại thuốc độc hại. Như vậy, nó chỉ được sử dụng trong trường hợp động kinh nghiêm trọng khi các loại thuốc khác ít độc hơn đã thất bại. Pheneturide ức chế quá trình trao đổi chất và do đó làm tăng mức độ của các thuốc chống co giật khác, chẳng hạn như phenytoin.